# スプリングフィールド (マサチューセッツ州)
座標: 北緯42度06分45秒 西経72度32分51秒 / 北緯42.112411度 西経72.547455度

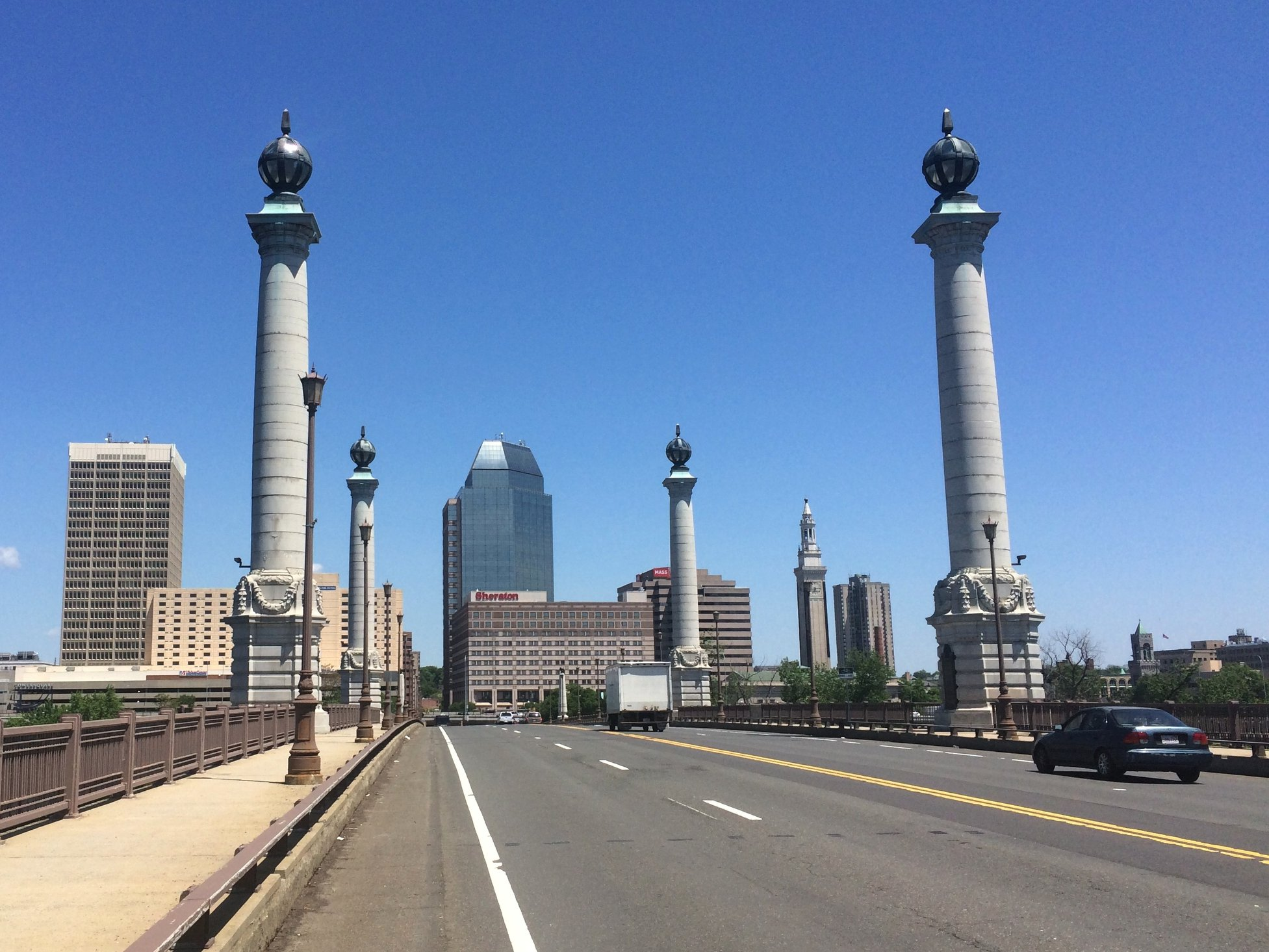
ダウンタウン

スプリングフィールド（Springfield）は、アメリカ合衆国マサチューセッツ州西部ハンプデン郡にある都市。人口は15万5929人（2020年）で、ボストン、ウースターに次ぐ州第3の都市である。また、コネチカット川流域では最大の都市である。約40km南に位置するコネチカット州の州都ハートフォードと共に、人口約150万人に及ぶ都市圏を形成している。
また、スプリングフィールドはバスケットボール発祥の地としても知られている。コネチカット河畔にはバスケットボール殿堂が建っている。この建物はバスケットボール型をしており、スプリングフィールドの都市景観にアクセントを添えている。

## 歴史

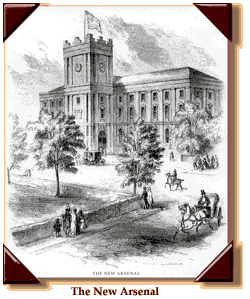
スプリングフィールド・アーモリー

スプリングフィールドは1636年にウィリアム・ピンチョン（William Pynchon）によって創設された。町名はピンチョンの故郷であるイングランドの町にちなんでつけられた。コネチカット川沿いの氾濫原の土壌が農耕に適していたため、川に沿った細長い土地に農地が発達していった。その後しばらくはスプリングフィールドは小さな、しかし活気のある町であったが、1675年のフィリップ王戦争ではネイティブ・アメリカンの攻撃に遭い、町の半分以上が破壊された。
1770年代、ジョージ・ワシントンの政策で、このスプリングフィールドにスプリングフィールド・アーモリーという国営の兵器工場が建設された。1780年代には、この兵器工場は武器・弾薬生産の重要な拠点になっていた。この頃アメリカ合衆国軍が用いたライフルはこのスプリングフィールド・アーモリーで生産されたものであった。これらのライフルはスプリングフィールド・ライフルと呼ばれていた。1787年、ダニエル・シェイズ（Daniel Shays）率いるマサチューセッツ西部の貧農たちが反乱を起こし、スプリングフィールドに流入して武装しようとした。1852年には、全米最大の拳銃メーカーであるスミス&ウェッソン社がスプリングフィールドで起業した。同社は現在でもスプリングフィールドに本社を置いている。またこの年、スプリングフィールドは正式な市に昇格した。その後もスプリングフィールドは武器・軍需産業を中心とする工業都市として発展していった。
しかし20世紀中盤に入ると、それまでスプリングフィールドを支えていた工業に陰りが見え始め、経済は衰退していった。1968年には、ペンタゴンの決定でスプリングフィールド・アーモリーが閉鎖された。住民は治安の悪化した市内を避け、郊外へと流出していった。市の人口は1960年に174,463人でピークに達したのを境に減り続けた。サービス産業への移行もあまりうまくいってはいない。郊外には大型のスーパーマーケットやショッピングモールが進出しているが、ダウンタウンは1973年の「ベイステイト・ウェスト」（Baystate West）と呼ばれる再開発プロジェクトが終了した以降でも、依然として空洞化が続いている。19世紀のスプリングフィールドの栄華は、クアドラングル（Quadrangle）の博物館群や庭園群にその名残をとどめているのみとなっている。

## 地理

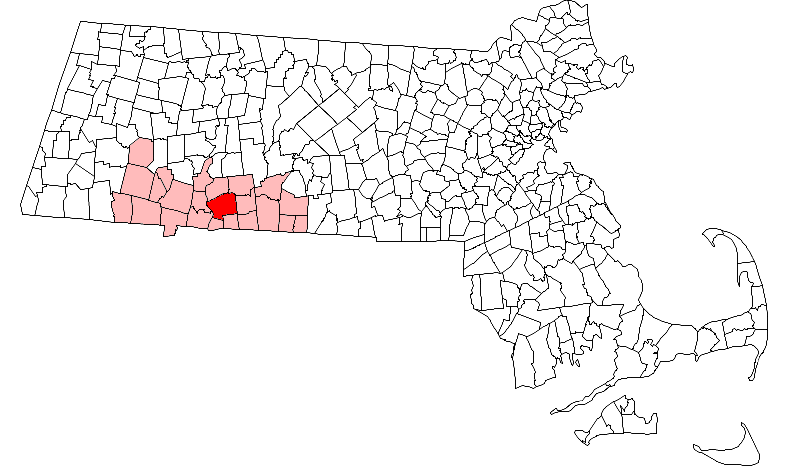
マサチューセッツ州内の位置

スプリングフィールドは北緯42度6分45秒 西経72度32分51秒 / 北緯42.11250度 西経72.54750度（42.112411, -72.547455）に位置している。ボストンの西約145km、ハートフォードの北約40km、オールバニの南東約140kmに位置している。学術都市として知られるアマーストはスプリングフィールドから北へ40kmほどである。
アメリカ合衆国統計局によると、スプリングフィールド市は総面積86.0km²（33.2mi²）である。このうち83.1km²（32.1mi²）が陸地で2.8km²（1.1mi²）が水域である。総面積の3.31%が水域となっている。
スプリングフィールドの市街地はコネチカット川の東岸に広がっている。マサチューセッツ州とコネチカット州の州境からスプリングフィールドの中心部までは8kmほどである。川沿いは比較的低く平らな土地が広がっているが、川から離れるにつれて丘が連なる、起伏の多い地形になっている。

## 文化

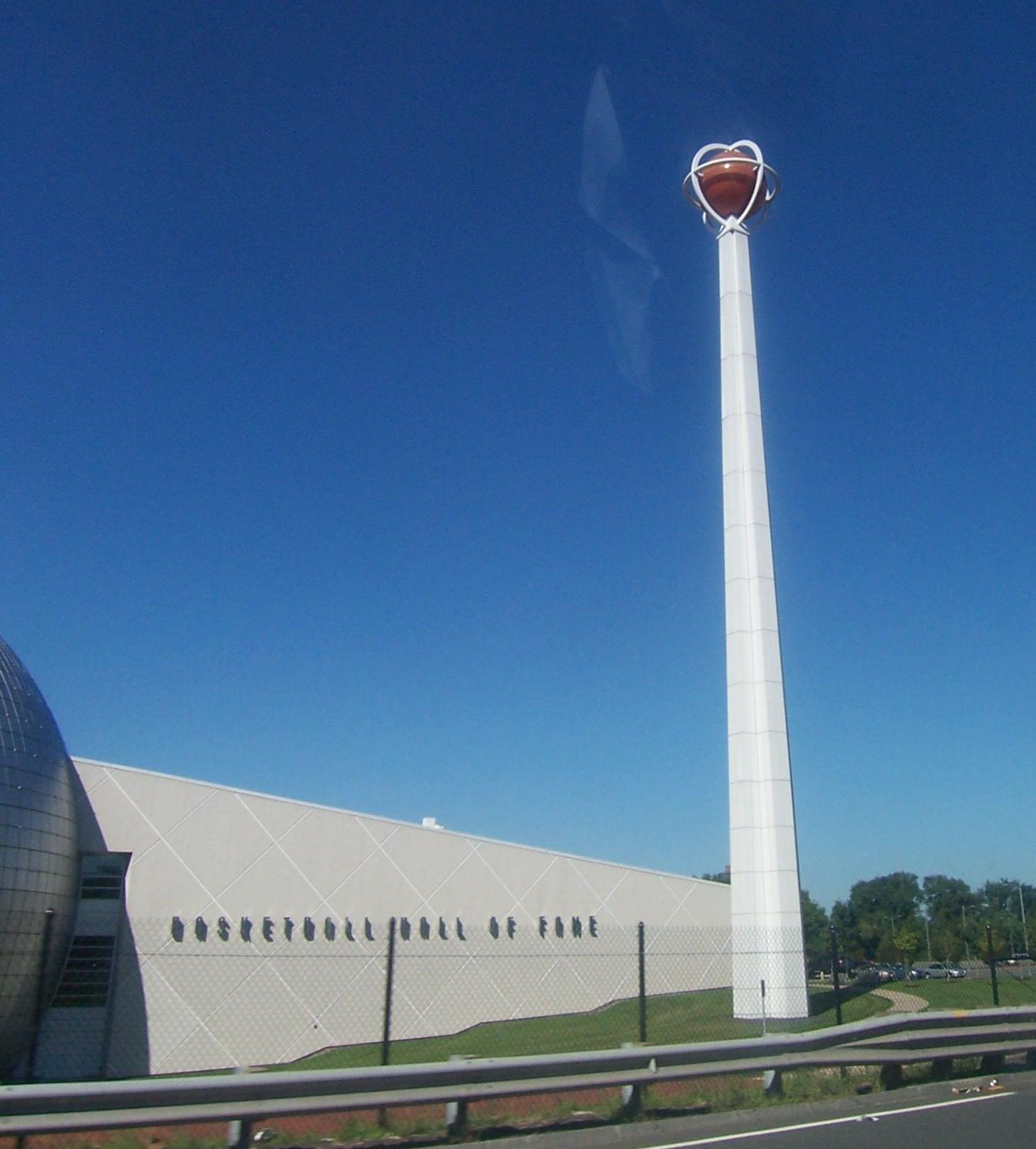
バスケットボール殿堂

スプリングフィールドは17世紀に創設された当初から、マサチューセッツ州西部の文化の中心であった。地理的な近さから州内のボストンよりも隣接するコネチカット州の州都ハートフォードとの結びつきが強く、ミネアポリス・セントポールのような「ツイン・シティ」として見られることもある。
ボストンやニューヨークのような「国際都市」とは程遠いものの、スプリングフィールドの各所に様々な国の料理を出すレストランが散らばっており、同市における民族の多様性を示している。クアドラングルの博物館群や市の図書館システムは、かつて工業都市として栄えたスプリングフィールドの栄華の遺産である。スプリングフィールドはオーケストラも抱えている。また、スプリングフィールドはバスケットボール殿堂でも知られている。
クリスマスシーズンになると、市の西側にあるフォレスト・パーク（Forest Park）の木々に光の装飾が施される。ブライト・ナイツ（Bright Nights）と呼ばれるこのイベントはスプリングフィールドの風物詩となっている。

### メディア
スプリングフィールド最大の新聞社はスプリングフィールド・リパブリカン紙（The Springfield Republican）である。かつてはスプリングフィールド・ユニオン・ニュース・アンド・サンデー・リパブリカン（Union-News & Sunday Republican）という紙名であった。その他には、リマインダー紙（The Reminder）やバレー・アドボケイト紙（Valley Advocate）がスプリングフィールドで購読されている。
スプリングフィールド都市圏にはNBC、ABC、PBSの3社が支局を置いている。このうちABCとPBCの2社の支局はスプリングフィールド市内に放送局を置いている。また、ハートフォードにもスプリングフィールドを放送エリアに含めている何社かのテレビ局がある。
また、スプリングフィールド都市圏内にはAM5局、FM12局のラジオ局がある。このうちAM2局、FM9曲はスプリングフィールド市域内に放送拠点を置いている。

## 交通

### 空港
スプリングフィールドの玄関口となる空港はハートフォード郊外に位置するブラッドレー国際空港である。スプリングフィールドとハートフォードは約40km離れている。

### 鉄道

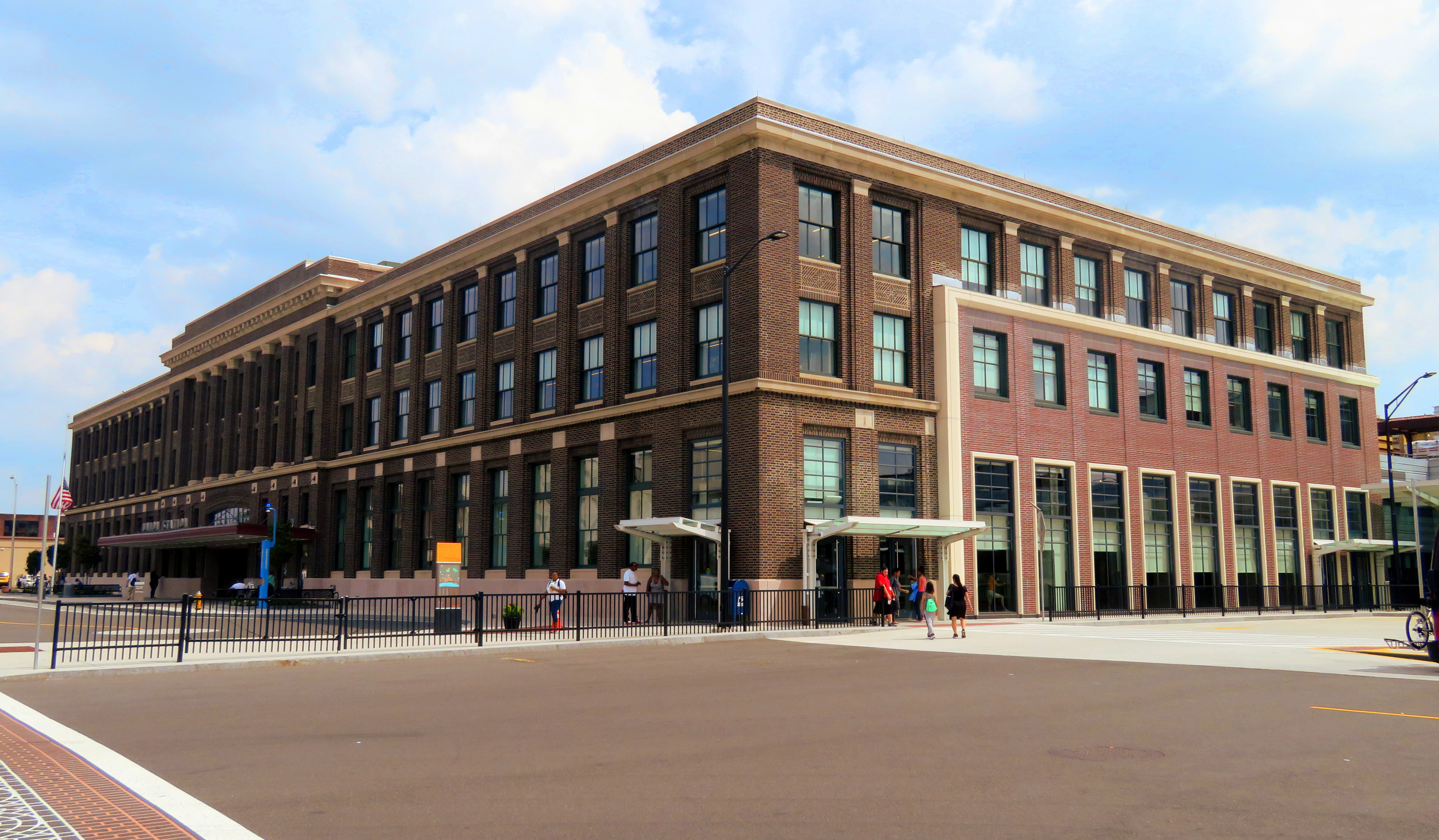
ユニオン駅

南北に通る鉄道と東西に通る鉄道とが市の中心部で交わることから、スプリングフィールドは「ニューイングランドの交差点」と呼ばれる。アムトラックのスプリングフィールド・ユニオン駅 はライマン・ストリート66にある。
ユニオン駅に停車する列車は下記の通り。
シカゴとボストンおよびニューヨーク間の夜行長距離列車レイクショア・リミテッド号…1日1往復停車（当駅にはシカゴ-ボストン間の編成が停車。オールバニ・レンセラー駅にてニューヨーク編成と連結/切り離し）
セントオールバンズとワシントンD.C.間の昼行長距離列車ヴァーモンター号が1日1往復停車
マサチューセッツ州スプリングフィールドとワシントンD.C.間の昼行中距離列車ノースイースト・リージョナル…1日1往復発着（当駅まで運行する便がスプリングフィールド・ユニオン駅に停車）
マサチューセッツ州スプリングフィールドとニューヘイブン間の昼行短距離列車ニューヘイブン・スプリングフィールドシャトル…1日4往復発着（ニューヘイブン・ユニオン駅にてノースイースト・リージョナルに連絡する短距離列車）
スプリングフィールド・ハートフォード・ニューヘイブンを結ぶ近郊列車の建設が計画されており、2006年8月にコネチカット州議会はこのプロジェクトに1億4600万ドルの予算を計上した。同列車は、計画通りに行けば2011年に営業を開始する予定になっている。

### バス
グレイハウンドのバスターミナルがあり、シカゴやクリーブランドとボストンとを結ぶ長距離バスが停車するほか、同社と提携し、マサチューセッツ州内に路線網を持つピーターパンバス（Peter Pan Bus Lines）のハブにもなっている。また、同ターミナルはスプリングフィールド市内および周辺をカバーするパイオニアバレー交通局（Pioneer Valley Transit Authority）の路線バスのターミナルともなっている。

### 道路
また、スプリングフィールドは道路交通の面でも重要である。市の北側でI-90とI-91の2本の州間高速道路が交わる。I-90は大陸北部を東西に横断する幹線である。一方、I-91はニューヘイブンからバーモント州へと向かう高速道路である。I-91の支線であるI-291はスプリングフィールドのダウンタウンを貫いて通っている。

## 治安
スプリングフィールドの治安はあまり良いとは言えない。同市はモーガン・クイットノー社の「全米の危険な都市」ワースト25にしばしば登場する。2003年にはワースト20位、2004年には18位、2005年には19位であった。また2005年のランキングでは、ハートフォードもワースト24位で圏内に入ってしまった。

## 人口動勢

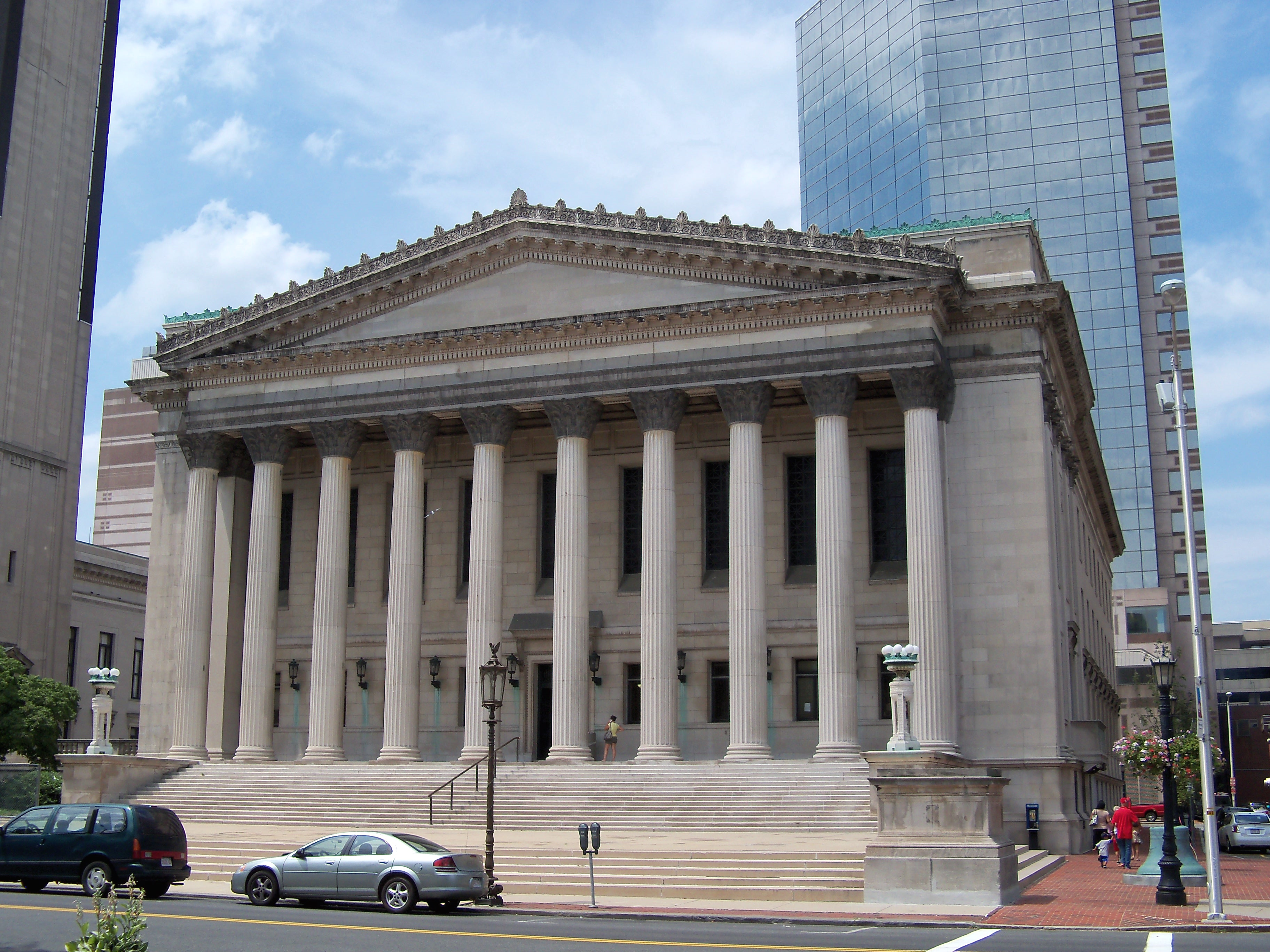
シティホール

以下は2000年国勢調査における人口統計データである。
| 基礎データ - 人口: 152,082人 - 世帯数: 57,130世帯 - 家族数: 36,391家族 - 人口密度: 1,829.3人/km²（4,737.7人/mi²） - 住居数: 61,172軒 - 住居密度: 735.8軒/km²（1,905.6軒/mi²） 人種別人口構成 - 白人: 56.11% - アフリカン・アメリカン: 21.01% - ネイティブ・アメリカン: 0.37% - アジア人: 1.92% - 太平洋諸島系: 0.09% - その他の人種: 16.45% - 混血: 4.04% - ヒスパニック・ラテン系: 27.18% 年齢別人口構成 - 18歳未満: 28.9% - 18-24歳: 11.4% - 25-44歳: 28.3% - 45-64歳: 18.8% - 65歳以上: 12.4% - 年齢の中央値: 32歳 - 性比（女性100人あたり男性の人口） - 総人口: 89.4 - 18歳以上: 84.1 | 世帯と家族（対世帯数） - 18歳未満の子供がいる: 33.7% - 結婚・同居している夫婦: 34.7% - 未婚・離婚・死別女性が世帯主: 23.8% - 非家族世帯: 36.3% - 単身世帯: 30.2% - 65歳以上の老人1人暮らし: 11.4% - 平均構成人数 - 世帯: 2.57人 - 家族: 3.19人 収入と家計 - 収入の中央値 - 世帯: 30,417米ドル - 家族: 36,285米ドル - 性別 - 男性: 32,396米ドル - 女性: 26,536米ドル - 人口1人あたり収入: 15,232米ドル - 貧困線以下 - 対人口: 23.1% - 対世帯数: 19.3% - 18歳未満: 33.9% - 65歳以上: 11.7% |

## 出身人物
- ロバート・B・パーカー‐マサチューセッツ州スプリングフィールド出身。小説家。